# Grand Prix automobile d'Azerbaïdjan 2018
GP précédent GP suivant
Le Grand Prix automobile d'Azerbaïdjan 2018 (Formula 1 2018 Azerbaijan Grand Prix) disputé le 29 avril 2018 sur le circuit urbain de Bakou, est la 980e épreuve du championnat du monde de Formule 1 courue depuis 1950. Il s'agit de la 2e édition du Grand Prix d'Azerbaïdjan comptant pour le championnat du monde de Formule 1 et la quatrième manche du championnat 2018.
Les deux Renault et les deux Force India atteignent la troisième phase qualificative, aux côtés des trois écuries de pointe que sont Ferrari, Mercedes et Red Bull Racing ; elles occupent les quatrième et cinquième lignes mais Nico Hülkenberg, auteur du neuvième temps, est pénalisé d'un recul de cinq places après un changement de boîte de vitesses. Si Kimi Räikkönen se montre le plus rapide en Q1 et en Q2 et bat les records des deux premiers secteurs du circuit lors de son ultime tentative en Q3, un énorme travers à la sortie du dernier virage met fin à ses espoirs de pole position : il doit se contenter d'un départ en troisième ligne avec le sixième temps, derrière Max Verstappen tandis que son coéquipier Sebastian Vettel, qui réussit le tour le plus rapide dès sa première tentative, obtient sa troisième pole position consécutive, une série qu'il n'avait plus réalisée depuis l'année de son quatrième titre mondial. Il s'élance en tête pour la 53e fois de sa carrière, accompagné en première ligne par Lewis Hamilton qu'il devance de 179 millièmes de seconde. Pour la première fois dans l'histoire de la Formule 1, deux quadruples champions du monde s'élancent de la première ligne. La deuxième ligne est occupée par Valtteri Bottas et Daniel Ricciardo.
Des circonstances favorables permettent à Lewis Hamilton de remporter sa première victoire de la saison, la soixante-troisième de sa carrière, au terme des cinquante-et-un tours de course. Sebastian Vettel, parti de la pole position, mène les trente premiers tours, gérant parfaitement une première relance consécutive à la sortie de la voiture de sécurité dès le premier tour après un accrochage entre Esteban Ocon, qui abandonne, et Kimi Räikkönen, repoussé au treizième rang. Vettel cède les commandes à Valtteri Bottas quand il rentre au stand pour chausser des pneumatiques tendres alors qu'Hamilton, le premier à s'être arrêté, roule en troisième position. Au quarantième tour, les deux Red Bull, en lutte pour le podium, s'accrochent et abandonnent après que Daniel Ricciardo a tenté de dépasser Max Verstappen. Lorsque la voiture de sécurité sort à nouveau pour permettre l'évacuation des monoplaces, Bottas en profite pour passer des pneus ultra tendres, sans aucune perte de temps, et conserver la tête de l'épreuve tandis que tous les autres pilotes chaussent les gommes violettes pour finir la course. La durée de la procession s'allonge encore lorsque Romain Grosjean, qui zigzague pour tenter de chauffer ses pneumatiques, perd le contrôle de sa Haas qu'il écrase dans le mur ; une fois la monoplace dégagée par une dépanneuse, il ne reste plus que quatre tours de course. À la relance, Vettel, à pleine vitesse, tente de dépasser Bottas, bloque ses roues en bout de ligne droite et doit virer large : Hamilton, son coéquipier Kimi Räikkönen revenu dans le match et Sergio Pérez lui passent devant. À trois tours du but, Bottas à qui la victoire semble promise, roule sur un débris et abandonne lorsque sa roue arrière droite déchape. Hamilton, qui a désormais le champ libre, l'emporte devant Räikkönen et Pérez, qui monte sur son premier podium depuis le Grand Prix d'Europe 2016, sur le même circuit. Vettel, quatrième, laisse la première place du championnat à Hamilton. Carlos Sainz Jr. prend les dix points de la cinquième place et obtient le meilleur résultat de Renault depuis son retour en tant que constructeur en 2016, suivi par Charles Leclerc qui marque les premiers points de sa jeune carrière et offre une sixième place à Sauber en prenant le meilleur sur Fernando Alonso en fin de course. Lance Stroll huitième, ouvre le compteur de Williams, devant la McLaren de Stoffel Vandoorne et Brendon Hartley qui marque lui aussi pour la première fois, en se classant dixième. 
Grâce à sa victoire, Lewis Hamilton, avec 70 points, ravit la tête du championnat à Sebastian Vettel (66 points). Räikkönen (avec 48 points) précède désormais Bottas (resté à 40 points) et Ricciardo (resté à 37 points). Ferrari (114 points) repasse en tête du championnat du monde des constructeurs et devance Mercedes (110 points) et Red Bull Racing (55 points) ; suivent McLaren (36 points), Renault (35 points) et Force India (16 points) qui domine Scuderia Toro Rosso (13 points), Haas (11 points), Sauber (10 points) et Williams qui marque ses 4 premiers points. Toutes les écuries engagées ont désormais inscrit des points au championnat du monde.

## Pneus disponibles
| Pneus pour piste sèche | Pneus pour piste sèche | Pneus pour piste sèche | Pneus pluie    | Pneus pluie |
| ---------------------- | ---------------------- | ---------------------- | -------------- | ----------- |
| Ultra tendres          | Super tendres          | Tendres                | Intermédiaires | Pluie       |

## Essais libres

### Première séance, le vendredi de 13 h à 14 h 30

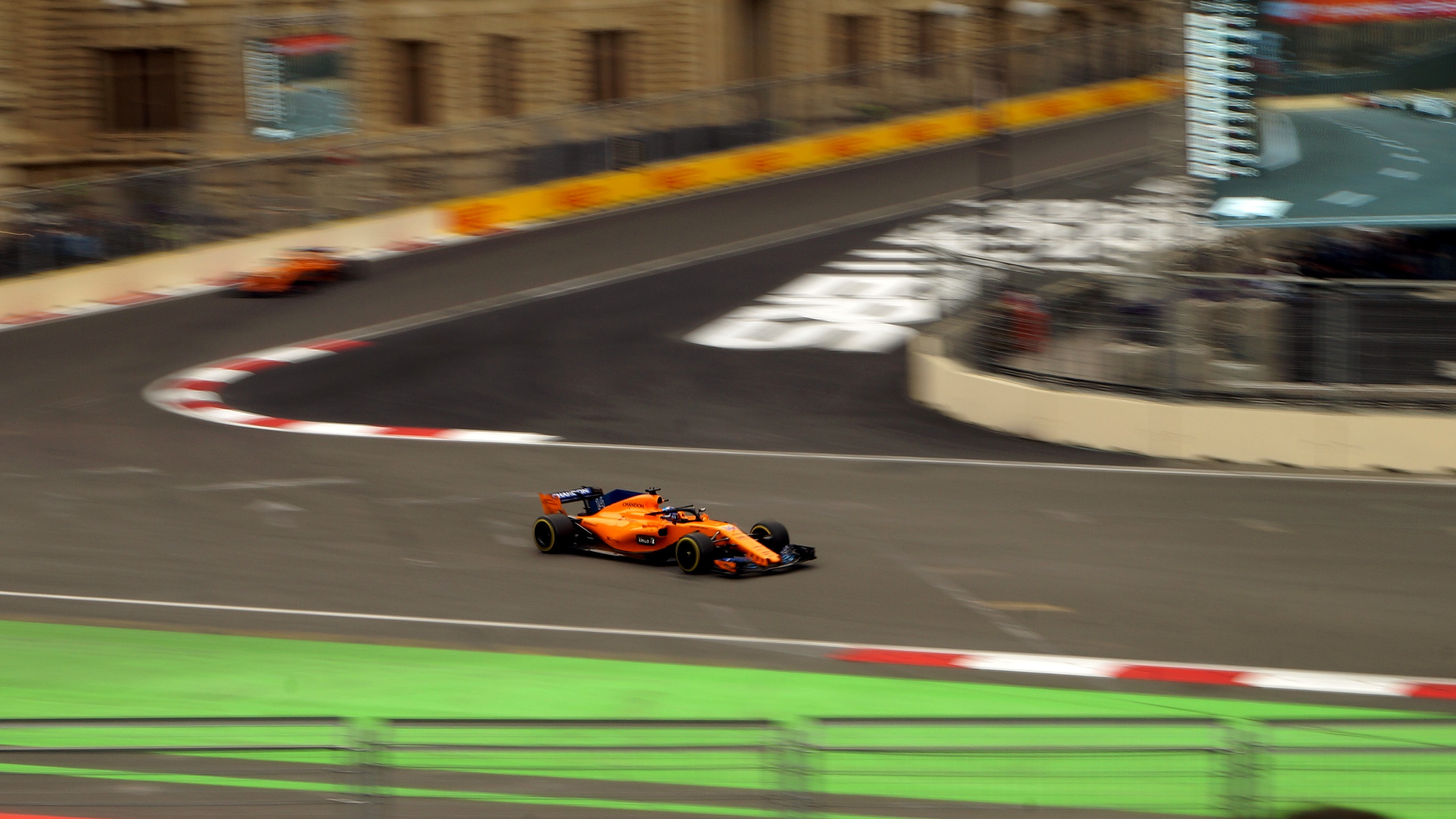
Fernando Alonso à Bakou en 2018.

| Pos. | Pilote           | Voiture              | Chrono         | Écart     |
| ---- | ---------------- | -------------------- | -------------- | --------- |
| 1    | Valtteri Bottas  | Mercedes             | 1 min 44 s 242 |           |
| 2    | Daniel Ricciardo | Red Bull-TAG Heuer   | 1 min 44 s 277 | + 0 s 035 |
| 3    | Sergio Pérez     | Force India-Mercedes | 1 min 45 s 075 | + 0 s 833 |
| 4    | Lewis Hamilton   | Mercedes             | 1 min 45 s 200 | + 0 s 958 |
| 5    | Esteban Ocon     | Force India-Mercedes | 1 min 45 s 237 | + 0 s 995 |
| 6    | Max Verstappen   | Red Bull-TAG Heuer   | 1 min 45 s 559 | + 1 s 317 |

### Deuxième séance, le vendredi de 17 h à 18 h 30

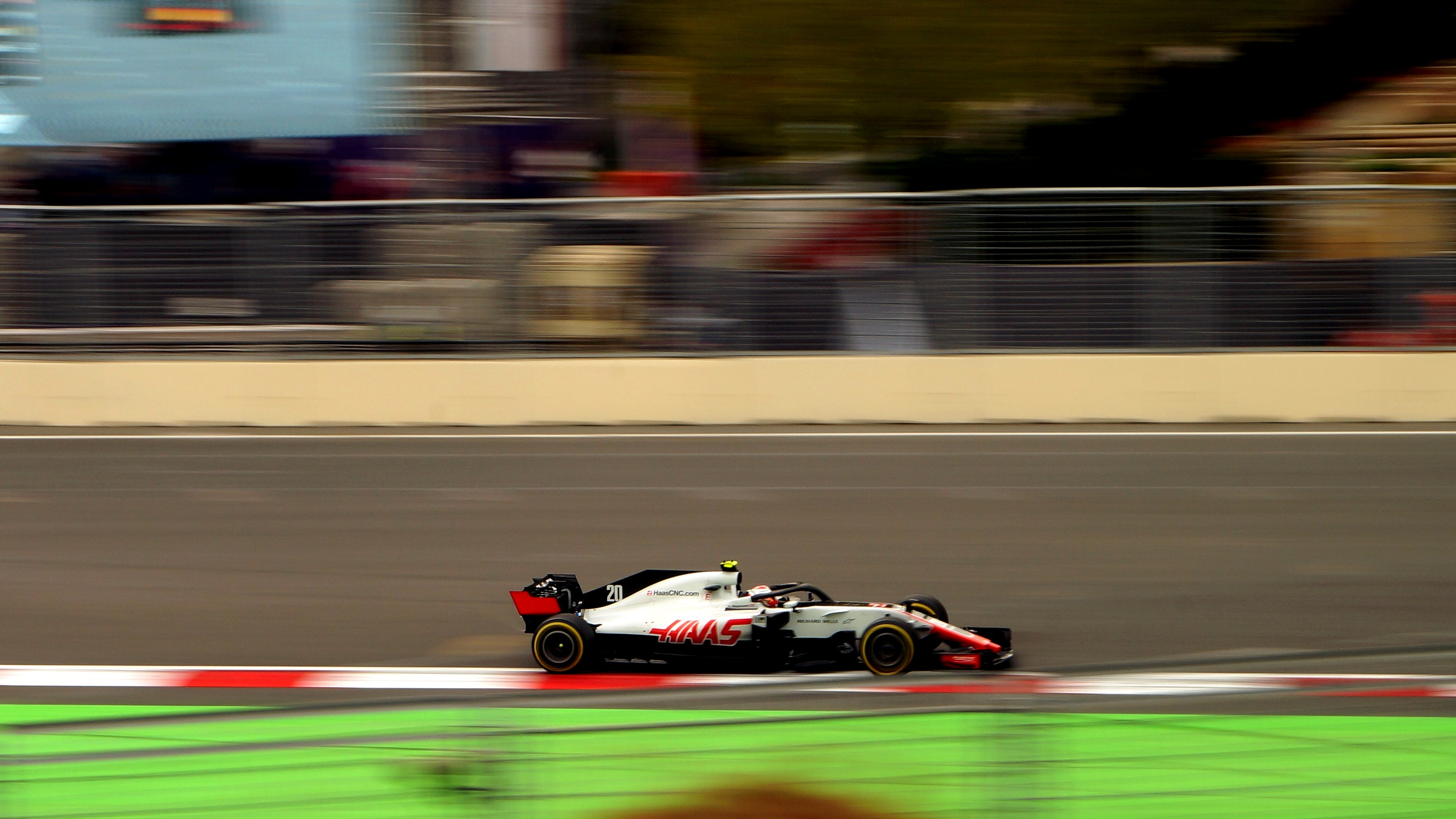
Kevin Magnussen à Bakou en 2018.

| Pos. | Pilote           | Voiture            | Chrono         | Écart     |
| ---- | ---------------- | ------------------ | -------------- | --------- |
| 1    | Daniel Ricciardo | Red Bull-TAG Heuer | 1 min 42 s 795 |           |
| 2    | Kimi Räikkönen   | Ferrari            | 1 min 42 s 864 | + 0 s 069 |
| 3    | Max Verstappen   | Red Bull-TAG Heuer | 1 min 42 s 911 | + 0 s 116 |
| 4    | Valtteri Bottas  | Mercedes           | 1 min 43 s 570 | + 0 s 775 |
| 5    | Lewis Hamilton   | Mercedes           | 1 min 43 s 603 | + 0 s 808 |
| 6    | Fernando Alonso  | McLaren-Renault    | 1 min 43 s 700 | + 0 s 905 |

### Troisième séance, le samedi de 14 h à 15 h

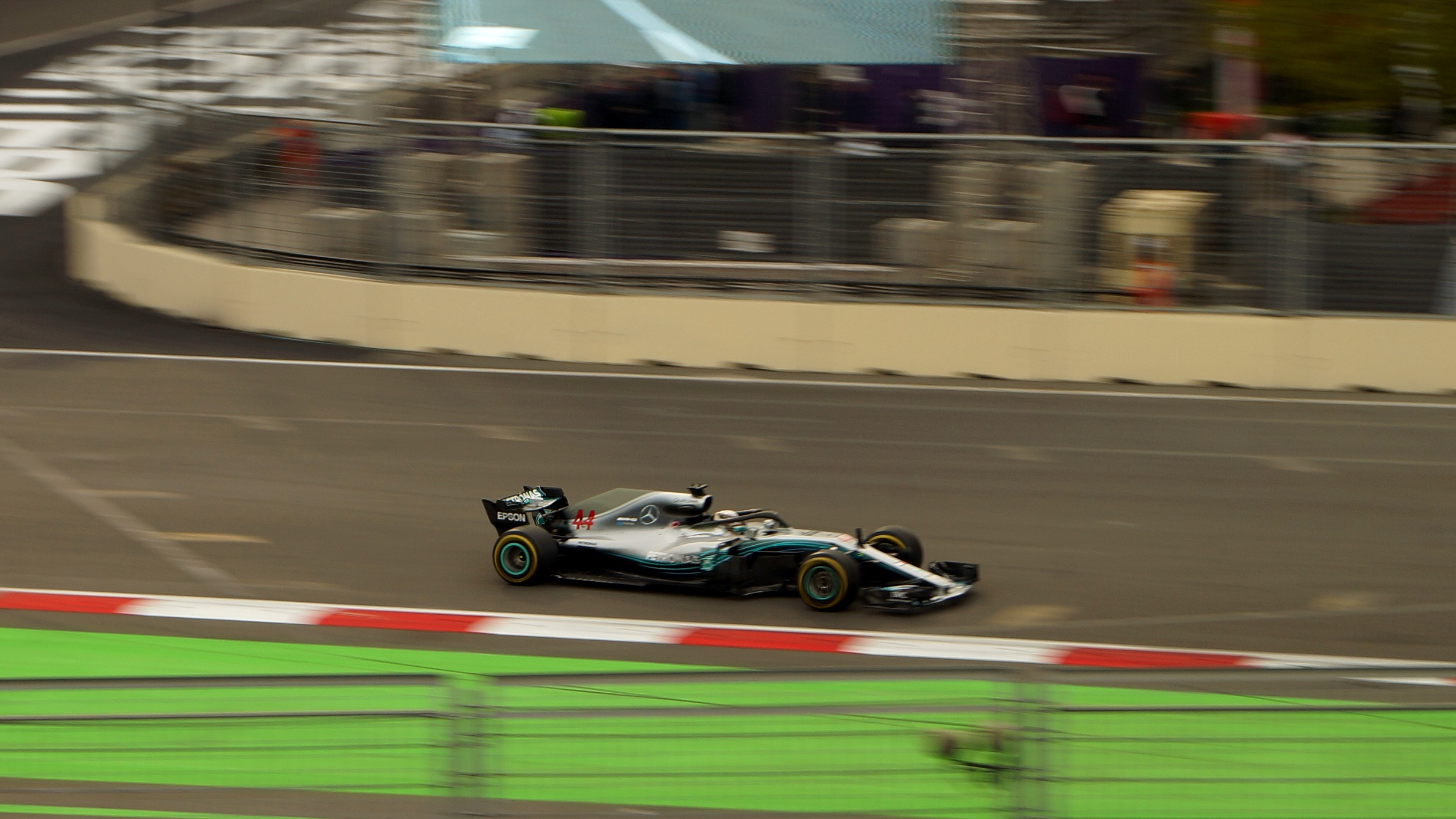
Lewis Hamilton à Bakou en 2018.

| Pos. | Pilote           | Voiture              | Chrono         | Écart     |
| ---- | ---------------- | -------------------- | -------------- | --------- |
| 1    | Sebastian Vettel | Ferrari              | 1 min 43 s 091 |           |
| 2    | Lewis Hamilton   | Mercedes             | 1 min 43 s 452 | + 0 s 361 |
| 3    | Kimi Räikkönen   | Ferrari              | 1 min 43 s 493 | + 0 s 402 |
| 4    | Max Verstappen   | Red Bull-TAG Heuer   | 1 min 43 s 519 | + 0 s 428 |
| 5    | Valtteri Bottas  | Mercedes             | 1 min 43 s 603 | + 0 s 478 |
| 6    | Sergio Pérez     | Force India-Mercedes | 1 min 43 s 936 | + 0 s 845 |

## Séance de qualifications

### Résultats des qualifications

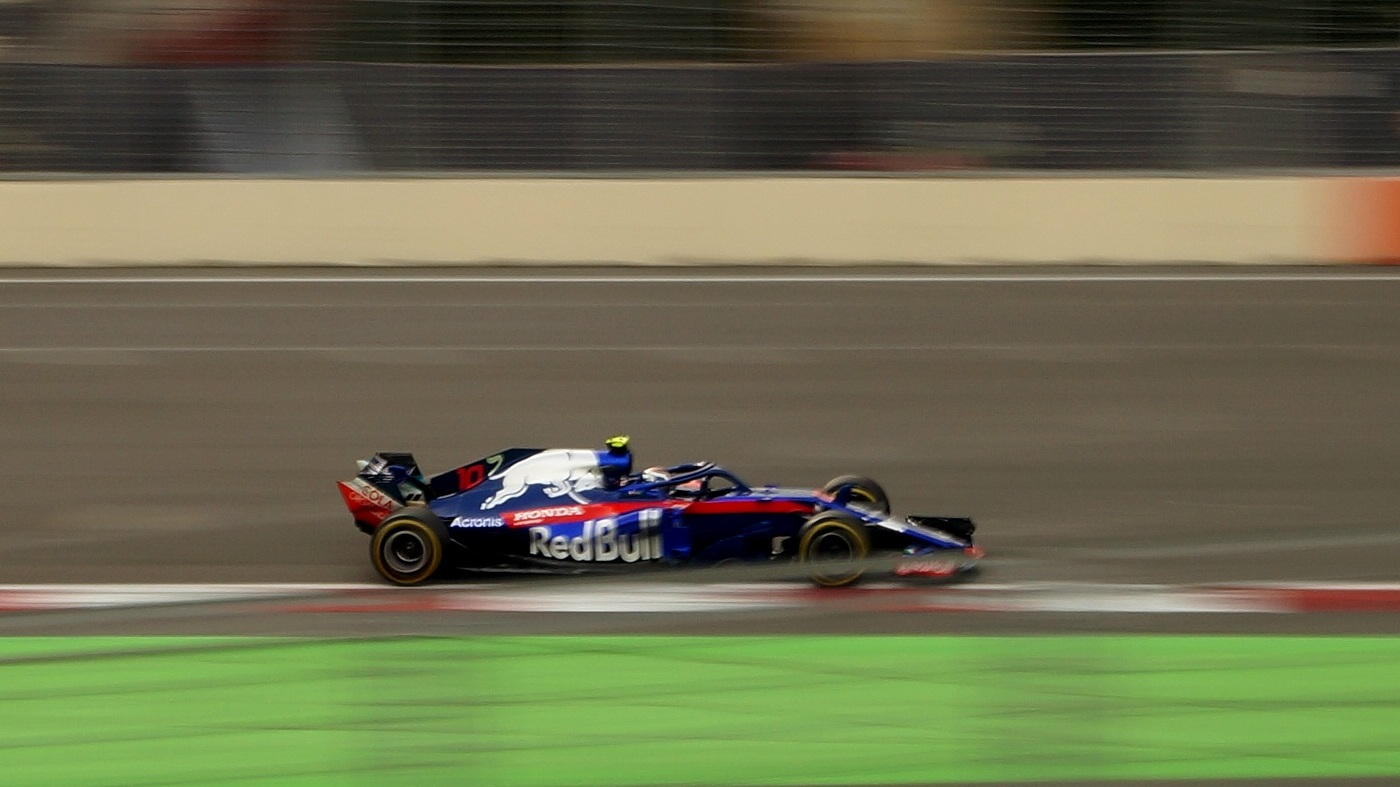
Pierre Gasly à Bakou en 2018.

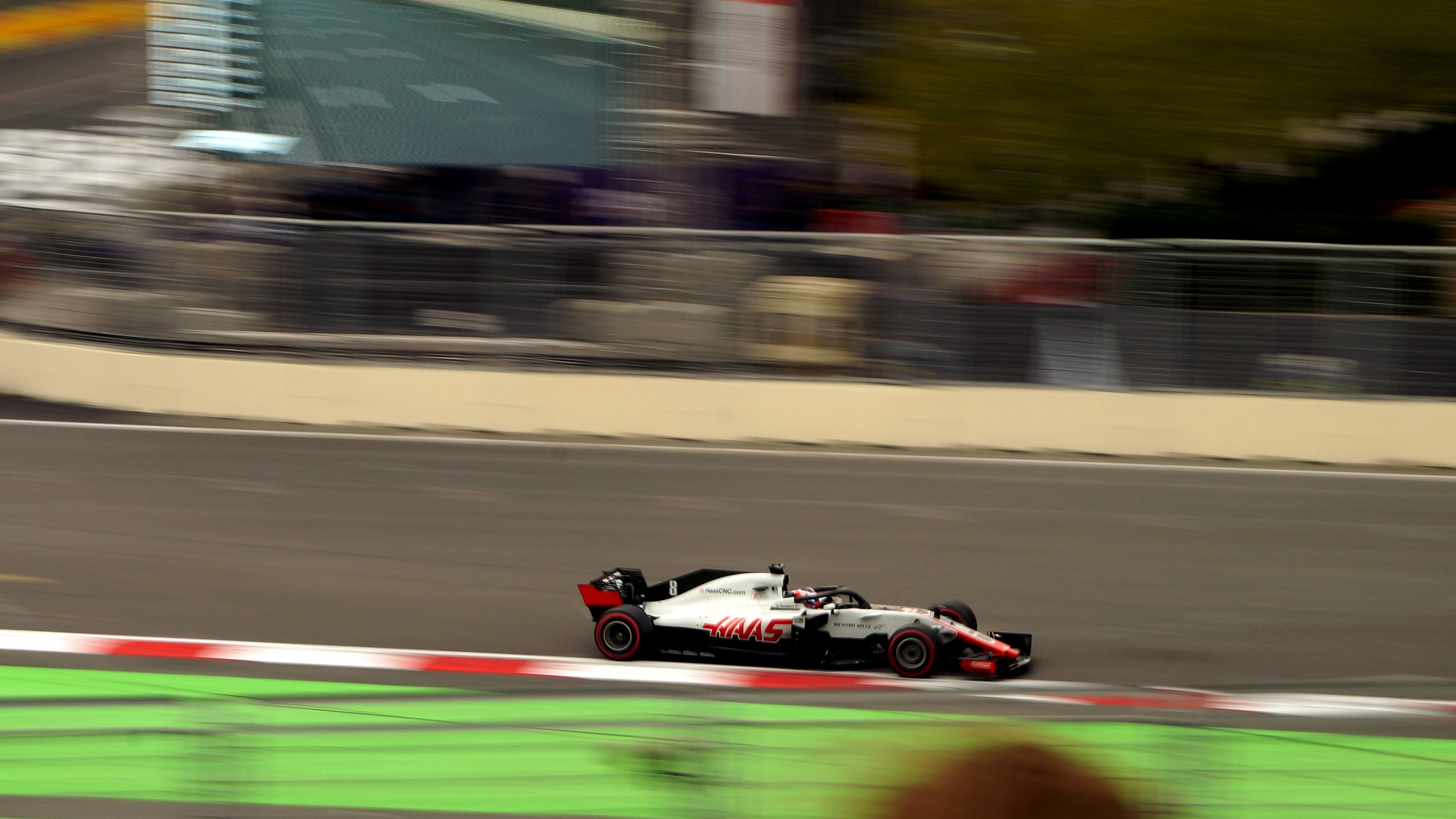
Romain Grosjean à Bakou en 2018.

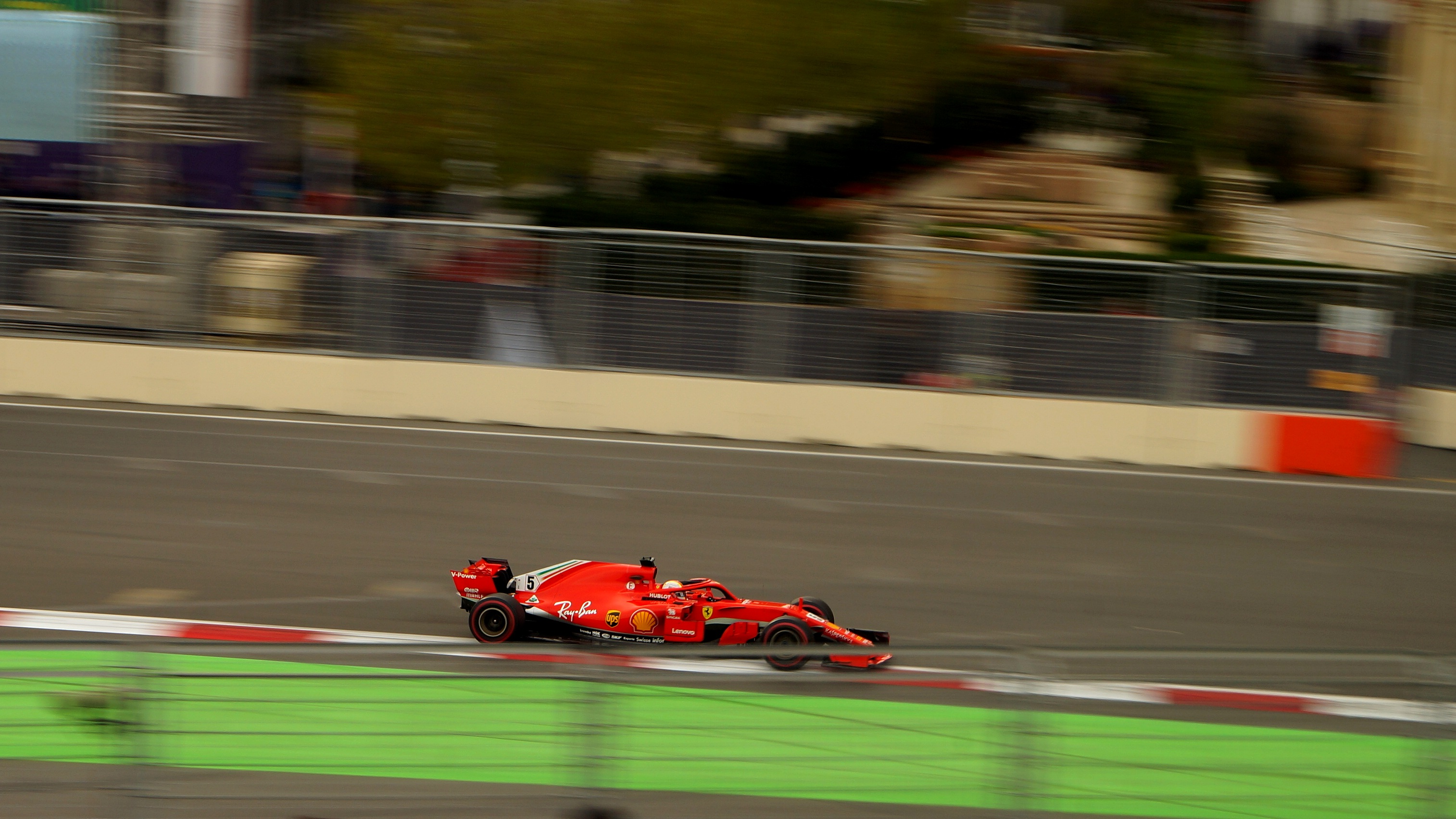
Sebastian Vettel à Bakou en 2018.

| Pos.                                                                                      | Pilote            | Écurie               | Qualifications 1 | Qualifications 2 | Qualifications 3 |
| ----------------------------------------------------------------------------------------- | ----------------- | -------------------- | ---------------- | ---------------- | ---------------- |
| 1                                                                                         | Sebastian Vettel  | Ferrari              | 1 min 42 s 762   | 1 min 43 s 015   | 1 min 41 s 498   |
| 2                                                                                         | Lewis Hamilton    | Mercedes             | 1 min 42 s 693   | 1 min 42 s 676   | 1 min 41 s 677   |
| 3                                                                                         | Valtteri Bottas   | Mercedes             | 1 min 43 s 355   | 1 min 42 s 679   | 1 min 41 s 837   |
| 4                                                                                         | Daniel Ricciardo  | Red Bull-TAG Heuer   | 1 min 42 s 857   | 1 min 43 s 842   | 1 min 41 s 911   |
| 5                                                                                         | Max Verstappen    | Red Bull-TAG Heuer   | 1 min 42 s 642   | 1 min 42 s 901   | 1 min 41 s 994   |
| 6                                                                                         | Kimi Räikkönen    | Ferrari              | 1 min 42 s 538   | 1 min 42 s 510   | 1 min 42 s 490   |
| 7                                                                                         | Esteban Ocon      | Force India-Mercedes | 1 min 43 s 021   | 1 min 42 s 967   | 1 min 42 s 532   |
| 8                                                                                         | Sergio Pérez      | Force India-Mercedes | 1 min 43 s 992   | 1 min 43 s 366   | 1 min 42 s 547   |
| 9                                                                                         | Nico Hülkenberg   | Renault              | 1 min 43 s 746   | 1 min 43 s 232   | 1 min 43 s 066   |
| 10                                                                                        | Carlos Sainz Jr.  | Renault              | 1 min 43 s 426   | 1 min 43 s 464   | 1 min 43 s 351   |
| 11                                                                                        | Lance Stroll      | Williams-Mercedes    | 1 min 44 s 349   | 1 min 43 s 585   |                  |
| 12                                                                                        | Sergey Sirotkin   | Williams-Mercedes    | 1 min 44 s 261   | 1 min 43 s 886   |                  |
| 13                                                                                        | Fernando Alonso   | McLaren-Renault      | 1 min 44 s 010   | 1 min 44 s 019   |                  |
| 14                                                                                        | Charles Leclerc   | Sauber-Ferrari       | 1 min 43 s 752   | 1 min 44 s 074   |                  |
| 15                                                                                        | Kevin Magnussen   | Haas-Ferrari         | 1 min 43 s 674   | 1 min 44 s 759   |                  |
| 16                                                                                        | Stoffel Vandoorne | McLaren-Renault      | 1 min 44 s 541   |                  |                  |
| 17                                                                                        | Pierre Gasly      | Toro Rosso-Honda     | 1 min 44 s 496   |                  |                  |
| 18                                                                                        | Marcus Ericsson   | Sauber-Ferrari       | 1 min 44 s 541   |                  |                  |
| Temps minimal à réaliser pour la qualification : 1 min 49 s 716 (107 % de 1 min 42 s 538) |                   |                      |                  |                  |                  |
| Nq.                                                                                       | Brendon Hartley   | Toro Rosso-Honda     | 1 min 57 s 354   |                  |                  |
| Nq.                                                                                       | Romain Grosjean   | Haas-Ferrari         | Pas de temps     |                  |                  |

### Grille de départ
- Nico Hülkenberg, auteur du neuvième temps, est pénalisé d'un recul de cinq places sur la grille après le changement de sa boîte de vitesses ; il s'élance de la quatorzième place[6],[7].
- Initialement non qualifiés, Brendon Hartley (au-delà des 107 % du meilleur temps de la première phase qualificative) et Romain Grosjean (qui n'a pas réalisé le moindre tour chronométré), sont repêchés par les commissaires de course et autorisés à prendre le départ[8].

## Course

### Classement de la course
| Pos. | no | Pilote            | Écurie               | Tours | Temps/Abandon                                              | Grille | Points |
| ---- | -- | ----------------- | -------------------- | ----- | ---------------------------------------------------------- | ------ | ------ |
| 1    | 44 | Lewis Hamilton    | Mercedes             | 51    | 1 h 43 min 44 s 291 (177,012 km/h)                         | 2      | 25     |
| 2    | 7  | Kimi Räikkönen    | Ferrari              | 51    | + 2 s 460                                                  | 6      | 18     |
| 3    | 11 | Sergio Pérez      | Force India-Mercedes | 51    | + 4 s 024 (dont 5 s de pénalité purgées pendant la course) | 8      | 15     |
| 4    | 5  | Sebastian Vettel  | Ferrari              | 51    | + 5 s 329                                                  | 1      | 12     |
| 5    | 55 | Carlos Sainz Jr.  | Renault              | 51    | + 7 s 515                                                  | 9      | 10     |
| 6    | 16 | Charles Leclerc   | Sauber-Ferrari       | 51    | + 9 s 158                                                  | 13     | 8      |
| 7    | 14 | Fernando Alonso   | McLaren-Renault      | 51    | + 10 s 931                                                 | 12     | 6      |
| 8    | 18 | Lance Stroll      | Williams-Mercedes    | 51    | + 10 s 931                                                 | 10     | 4      |
| 9    | 2  | Stoffel Vandoorne | McLaren-Renault      | 51    | + 14 s 152                                                 | 16     | 2      |
| 10   | 28 | Brendon Hartley   | Toro Rosso-Honda     | 51    | + 18 s 030                                                 | 19     | 1      |
| 11   | 9  | Marcus Ericsson   | Sauber-Ferrari       | 51    | + 18 s 512 (dont 5 s de pénalité)                          | 18     |        |
| 12   | 10 | Pierre Gasly      | Toro Rosso-Honda     | 51    | + 24 s 720                                                 | 17     |        |
| 13   | 20 | Kevin Magnussen   | Haas-Ferrari         | 51    | + 40 s 663 (dont 10 s de pénalité)                         | 15     |        |
| 14   | 77 | Valtteri Bottas   | Mercedes             | 48    | Crevaison                                                  | 3      |        |
| Abd. | 8  | Romain Grosjean   | Haas-Ferrari         | 42    | Accident                                                   | 20     |        |
| Abd. | 33 | Max Verstappen    | Red Bull-TAG Heuer   | 39    | Accrochage avec Ricciardo                                  | 5      |        |
| Abd. | 3  | Daniel Ricciardo  | Red Bull-TAG Heuer   | 39    | Accrochage avec Verstappen                                 | 4      |        |
| Abd. | 27 | Nico Hülkenberg   | Renault              | 10    | Accident                                                   | 14     |        |
| Abd. | 31 | Esteban Ocon      | Force India-Mercedes | 0     | Accrochage avec Räikkönen                                  | 7      |        |
| Abd. | 35 | Sergey Sirotkin   | Williams-Mercedes    | 0     | Accrochage avec Pérez, Alonso et Hülkenberg                | 11     |        |

### Pole position et record du tour
- Pole position :  Sebastian Vettel (Ferrari) en 1 min 41 s 498 (212,918 km/h)[10].
- Meilleur tour en course :  Valtteri Bottas (Mercedes) en 1 min 45 s 149 (205,525 km/h) au trente-septième tour[11].

### Tours en tête
- Sebastian Vettel (Ferrari) : 30 tours (1-30)[12]
- Valtteri Bottas (Mercedes) : 18 tours (31-48)
- Lewis Hamilton (Mercedes) : 3 tours (49-51)

## Classements généraux à l'issue de la course
| Pos. | Pilote            | Écurie               | Points |
| ---- | ----------------- | -------------------- | ------ |
| 1    | Lewis Hamilton    | Mercedes             | 70     |
| 2    | Sebastian Vettel  | Ferrari              | 66     |
| 3    | Kimi Räikkönen    | Ferrari              | 48     |
| 4    | Valtteri Bottas   | Mercedes             | 40     |
| 5    | Daniel Ricciardo  | Red Bull-TAG Heuer   | 37     |
| 6    | Fernando Alonso   | McLaren-Renault      | 28     |
| 7    | Nico Hülkenberg   | Renault              | 22     |
| 8    | Max Verstappen    | Red Bull-TAG Heuer   | 18     |
| 9    | Sergio Pérez      | Force India-Mercedes | 15     |
| 10   | Carlos Sainz Jr.  | Renault              | 13     |
| 11   | Pierre Gasly      | Toro Rosso-Honda     | 12     |
| 12   | Kevin Magnussen   | Haas-Ferrari         | 11     |
| 13   | Charles Leclerc   | Sauber-Ferrari       | 8      |
| 14   | Stoffel Vandoorne | McLaren-Renault      | 8      |
| 15   | Lance Stroll      | Williams-Mercedes    | 4      |
| 16   | Marcus Ericsson   | Sauber-Ferrari       | 2      |
| 17   | Esteban Ocon      | Force India-Mercedes | 1      |
| 18   | Brendon Hartley   | Toro Rosso-Honda     | 1      |

| Pos. | Écurie               | Points |
| ---- | -------------------- | ------ |
| 1    | Ferrari              | 114    |
| 2    | Mercedes             | 110    |
| 3    | Red Bull-TAG Heuer   | 55     |
| 4    | McLaren-Renault      | 36     |
| 5    | Renault              | 35     |
| 6    | Force India-Mercedes | 16     |
| 7    | Toro Rosso-Honda     | 13     |
| 8    | Haas-Ferrari         | 11     |
| 9    | Sauber-Ferrari       | 10     |
| 10   | Williams-Mercedes    | 4      |

## Statistiques
Le Grand Prix d'Azerbaïdjan 2018 représente :
- la 53e pole position de Sebastian Vettel, sa troisième consécutive cette saison[15] ;
- la 63e victoire de Lewis Hamilton[16] ;
- la 77e victoire de Mercedes en tant que constructeur[17] ;
- la 163e victoire de Mercedes en tant que motoriste[18] ;
- les 1ers points inscrits dans la discipline par Charles Leclerc (8 points) et Brendon Hartley (1 point)[19],[20].

Au cours de ce Grand Prix :
- Kimi Räikkönen passe la barre des 1 600 points inscrits en Formule 1 (1 613 points inscrits)[21] ;
- Charles Leclerc est élu « Pilote du jour » lors d'un vote organisé sur le site officiel de la Formule 1[22] ;
- Charles Leclerc devient le deuxième pilote monégasque à inscrire des points en Formule 1 après Louis Chiron, en 1950[23] ;
- Brendon Hartley devient le cinquième pilote néo-zélandais à inscrire des points en Formule 1 ; il succède à Chris Amon qui avait marqué ses derniers points en 1976[24] ;
- La cinquième place de Carlos Sainz Jr. est le meilleur résultat de Renault F1 Team depuis son retour en tant que constructeur, en 2016[25] ;
- Sebastian Vettel a désormais réalisé la pole position sur un 23e circuit différent, égalant le record détenu par Hamilton[26] ;
- Lewis Hamilton a désormais remporté au moins une victoire sur chaque circuit du calendrier, hormis le circuit Paul-Ricard, sur lequel il n'a jamais couru[27] ;
- Lewis Hamilton n'a mené que trois tours du Grand Prix avant de l'emporter, son plus faible total de tours menés lors d'une victoire[26] ;
- Tom Kristensen, nonuple vainqueur des 24 Heures du Mans et sextuple vainqueur des 12 Heures de Sebring a été nommé conseiller par la FIA pour aider dans leurs jugements le groupe des commissaires de course[28].